# 33937 Raphaelmarschall
33937 Raphaelmarschall è un asteroide della fascia principale. Scoperto nel 2000, presenta un'orbita caratterizzata da un semiasse maggiore pari a 2,6883501 au e da un'eccentricità di 0,2129184, inclinata di 10,07503° rispetto all'eclittica.